# Cortador de pizza
Un cortador de pizza o cortapizzas es un tipo de cuchillo giratorio empleado frecuentemente para cortar en porciones una pizza. Funciona a partir de una hoja circular giratoria que pasa por la superficie de la pizza cortando las porciones.
Existen otros tipos de cuchillos típicos para cortar la pizza, uno de ellos es el mezzaluna, cuya hoja curva cumple una función similar.

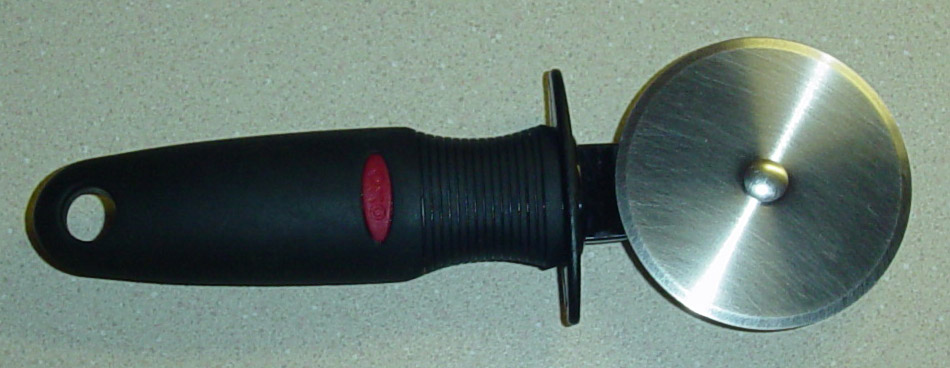
Cortador en forma de rueda
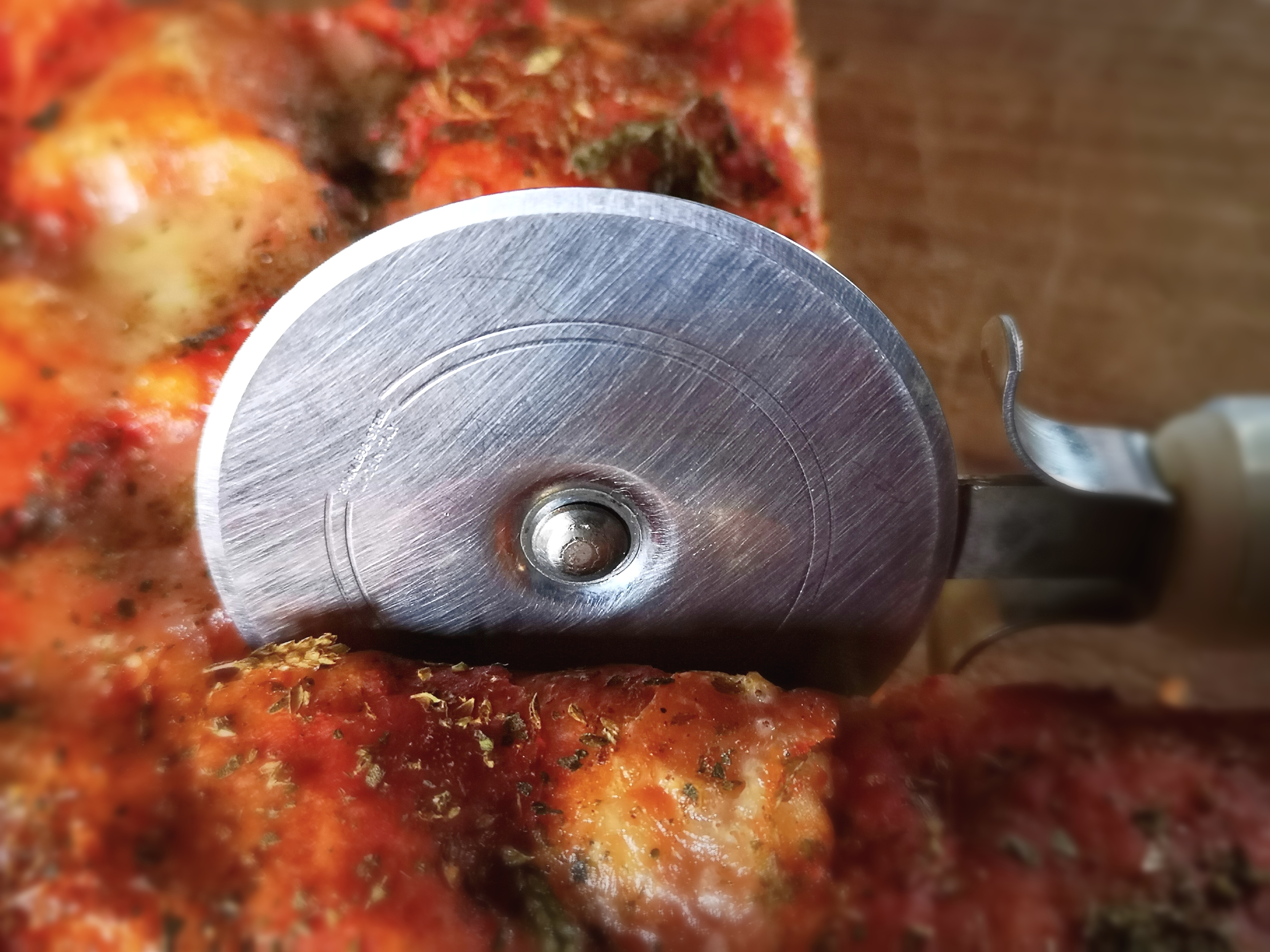
Cortador en acción
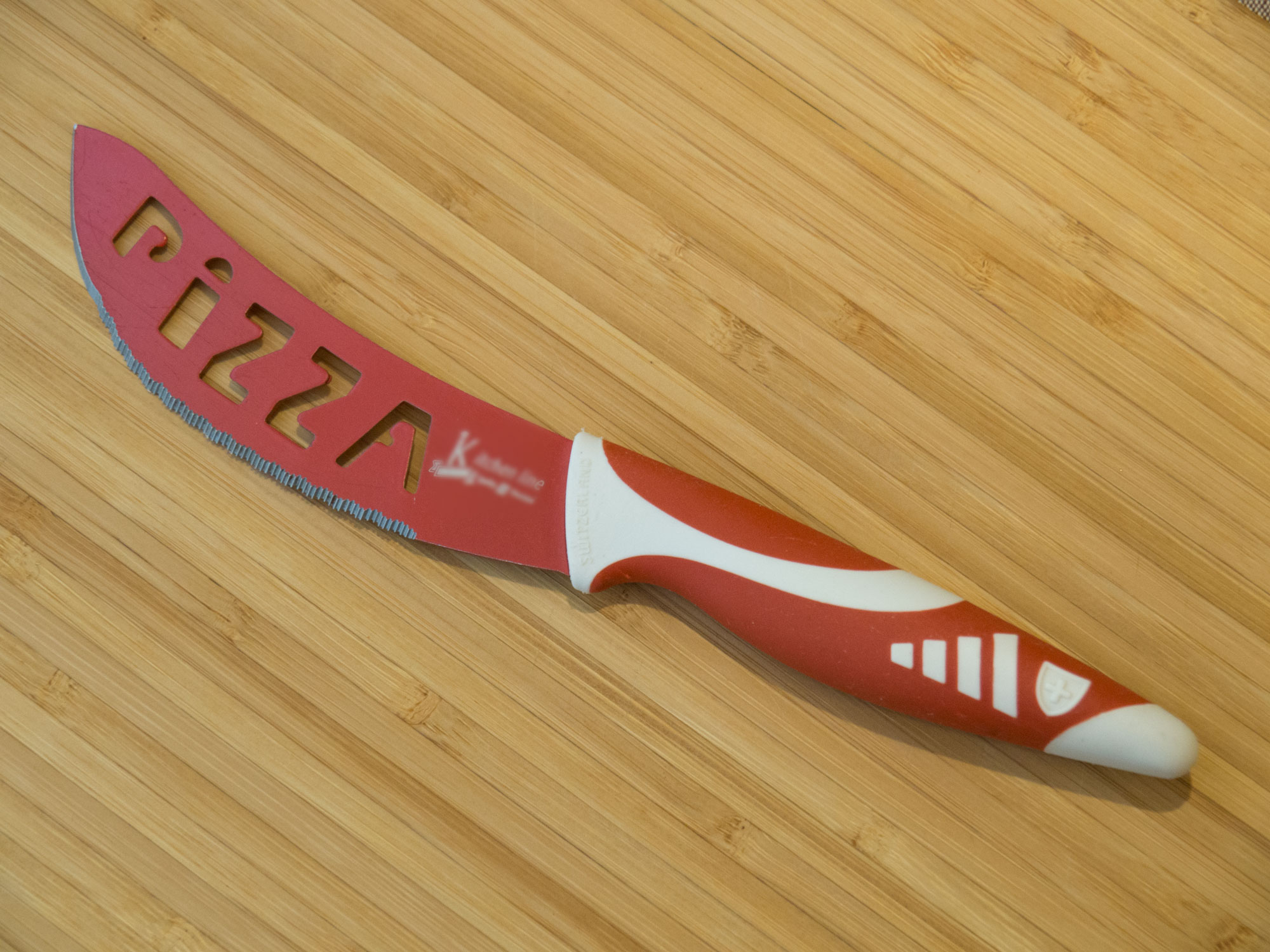
Cuchillo curvo

- Datos: Q1546715
- Multimedia: Pizza cutters / Q1546715